# Alonis
Alonis (altgriechisch: Ἀλωνίς) war eine antike Stadt an der Costa Blanca, die im 5. Jahrhundert v. Chr. als griechische Kolonie von Massalia aus im Gebiet der Contestaner gegründet worden war. In römischer Zeit gehörte sie zur Provinz Hispania citerior bzw. Hispania Tarraconensis. Villajoyosa in der Provinz Alicante soll der aktuelle Standort sein.